# Ángel Quartucci
Ángel Quartucci fue un actor argentino de larga trayectoria en el medio artístico. Fue esposo de la actriz Jacinta Diana y padre del actor y boxeador Pedro Quartucci.

## Carrera
Ángel Quartucci fue un pionero actor del circo y teatro de fines del siglo XIX e inicios del siglo XX. se inició en un circo criollo ubicado en Venezuela y Maza en Buenos Aires, junto con los actores Petruchelli, Ángel R. Comunale y Víctor Lapadula.
Actuó en el popular Circo Formento y en los politeamas de Luis Carlos Colombo junto con los padres de los actores cómicos Luis Sandrini, Juan Verdaguer y Dringue Farías.
En 1911 forma parte del elenco de la "Compañía Nacional Pablo Podestá", dirigida por José J. Podestá. Junto con importantes actores como Lea Conti, Elías Alippi, Aparicio Podestá y Carlos Bettoldi, entre muchos otros. Con música de Arturo De Bassi y Antonio Podestá.
En 1915 pasó a integrar la "Compañía Mangiante-Buschiazzo", junto con María Esther Buschiazzo, María Elena Ramírez, Herminia Mancini, Amalia Bernabé, Jacinta Diana, Juan Mangiante, Nicolás Fregues, Pedro Gialdroni, Esteban Gil Quesada y Pedro Quartucci, entre otros.
En 1916 formó parte de la "Compañía de Pablo Podestá - Orfilia Rico - Florencio Parravicini" junto a un gran personal actoral en la que se encontraban Silvia Parodi, Celia Podestá, Eliseo Gutiérrez, Humberto Zurlo, Jacinta Diana, Félix Rico y Francisco Bastardi.
En 1918 forma parte de la "Compañía de Comedias Florencio Parravicini", con Orfilia Rico y Juan Mangiante. Y ya en la década del '20 integra la "Gran Compañía Moderna de Espectáculos Breves" de Ivo Pelay".

## Filmografía
- 1915: Mariano Moreno y la Revolución de Mayo, con Pablo Podestá, José Podestá, Elías Alippi y Camila Quiroga.[5]

## Teatro
- Las notas rojas (1911)
- Barranca abajo (1911).
- Siripo (1914), de Luis Bayón Herrera.
- Salamanca (1915), estrenada en el Teatro Novedades.
- Mamá Culepina (4 de abril de 1916), "drama militar" en tres actos de Enrique García Velloso.
- La marea (4 de abril de 1916), drama en un acto.
- El malón blanco, de Vicente Martínez Cuitiño.
- El desalojo (1920)
- Melgarejo (1920)
- La fantástica aventura (1927), de Ivo Pelay y Luis César Amadori.
- ¡Odioso de mi alma! (1943).

## Vida privada
Casado por varias décadas con la actriz de cine y teatro Jacinta Diana, tuvieron en 1905 a su hijo Pedro Ernesto Quartucci, quien continuó con la vocación actoral. Su nieto, Ángel Eduardo Quartucci, fue durante un tiempo el más solicitado partero del ambiente artístico.

## Biografía
- Manrupe, Raúl; Portela, María Alejandra (2001). Un diccionario de films argentinos (1930-1995). Buenos Aires, Editorial Corregidor. ISBN 950-05-0896-6.
- Pellettieri, Osvaldo; Portela, María Alejandra (2005). Historia del teatro argentino en las provincias - Volumen1. Buenos Aires, Editorial Galerna. ISBN 950-556-474-6 |isbn= incorrecto (ayuda).